# Sematophyllum callidum
Sematophyllum callidum là một loài rêu trong họ Sematophyllaceae. Loài này được (Mont.) Mitt. mô tả khoa học đầu tiên năm 1869.